# قائمة سلاسل الجبال

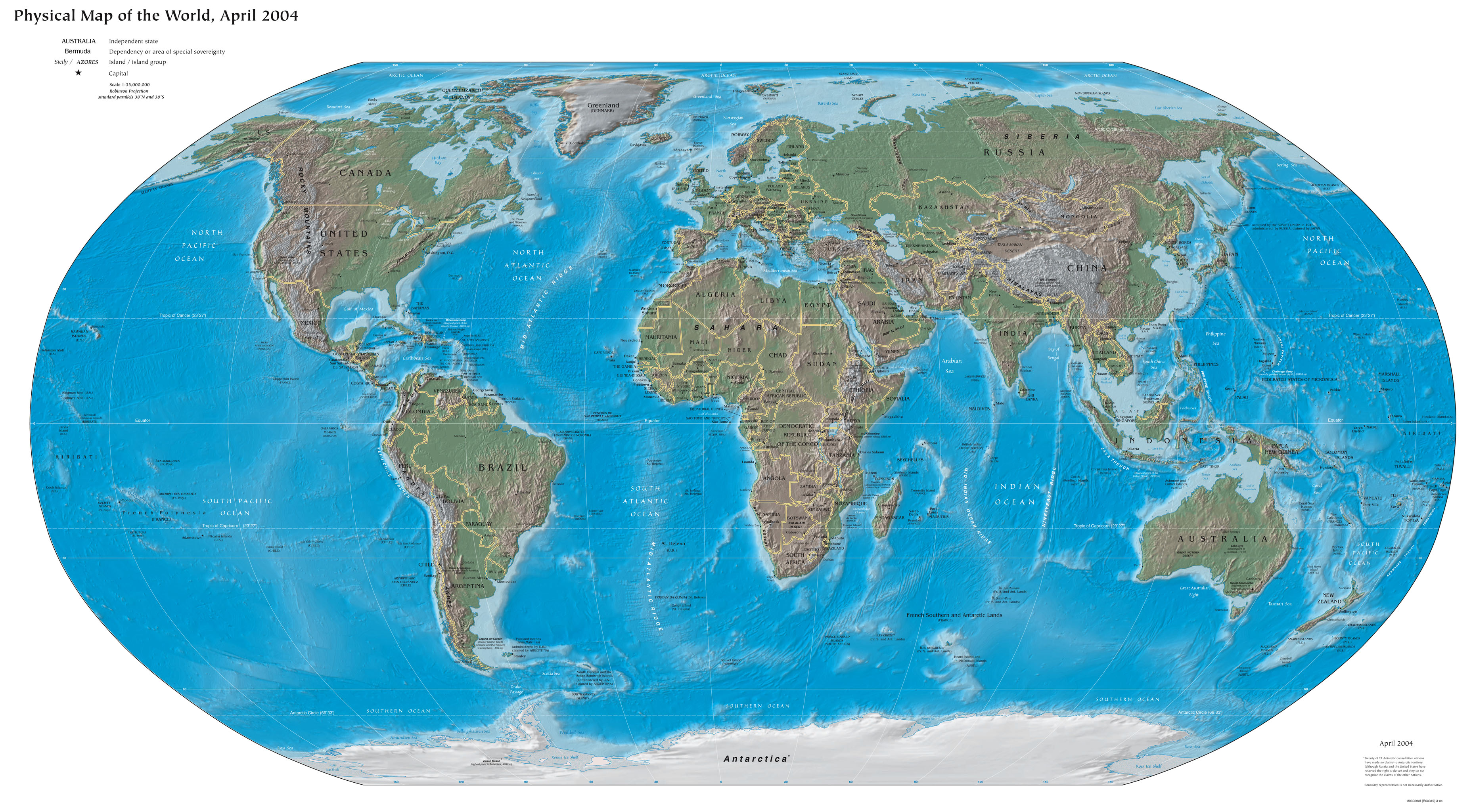
خريطة فيزيائية للعالم تُظهر سلاسل الجبال والمناطق المرتفعة باللون البني والوردي والرمادي

قائمة سلاسل الجبال هي قائمةٌ تضم سلاسل جبلية موجودة على كوكب الأرض، بالإضافة إلى عددٍ محدود من السلاسل على الأجرام السماوية الأخرى. تُستعرض في البداية أعلى وأطول سلاسل الجبال على سطح الأرض، ثم تتبعها قوائم أبجدية أكثر شمولًا مُنظمة حسب القارات. أما السلاسل الجبلية الموجودة في المحيطات أو على أجرام سماوية أخرى، فتُذكر في أقسام لاحقة.

## سلاسل الجبال على كوكب الأرض

### حسب الارتفاع
| الاسم               | القارة/القارات  | الدولة/الدول                                                          | أعلى قمة             | ارتفاع أعلى قمة        |
| ------------------- | --------------- | --------------------------------------------------------------------- | -------------------- | ---------------------- |
| جبال الهيمالايا*    | آسيا            | الهند، نيبال، بوتان، الصين، باكستان                                   | إيفرست               | 8,849 متر (29,032 قدم) |
| جبال قراقرم*        | آسيا            | باكستان، الصين، الهند                                                 | جبل كي 2             | 8,611 متر (28,251 قدم) |
| هندو كوش*           | آسيا            | أفغانستان، باكستان                                                    | تيريش مير            | 7,708 متر (25,289 قدم) |
| جبال بامير*         | آسيا            | طاجيكستان، قيرغيزستان، الصين، أفغانستان، باكستان                      | كونغور تاغ           | 7,649 متر (25,095 قدم) |
| جبال هندوان*        | آسيا            | الصين، ميانمار                                                        | جبل غونغا            | 7,556 متر (24,790 قدم) |
| تيان شان            | آسيا            | الصين، قيرغيزستان، كازاخستان، أوزبكستان                               | جينجيش تشوكوسو       | 7,439 متر (24,406 قدم) |
| جبال كونلون         | آسيا            | الصين                                                                 | ليوشي شان            | 7,167 متر (23,514 قدم) |
| الهملايا المتقاطعة* | آسيا            | الصين                                                                 | جبل نينتشن تانغلا    | 7,162 متر (23,497 قدم) |
| جبال الأنديز        | أمريكا الجنوبية | الأرجنتين، تشيلي، بيرو، بوليفيا، الإكوادور، كولومبيا، فنزويلا         | أكونكاغوا            | 6,961 متر (22,838 قدم) |
| هندو راج*           | آسيا            | باكستان                                                               | كوي زوم              | 6,873 متر (22,549 قدم) |
| سلسلة ألاسكا        | أمريكا الشمالية | الولايات المتحدة                                                      | ماكينلي              | 6,194 متر (20,322 قدم) |
| جبال سينت إلياس     | أمريكا الشمالية | الولايات المتحدة، كندا                                                | جبل لوغان            | 5,959 متر (19,551 قدم) |
| سييرا نيفادا        | أمريكا الجنوبية | كولومبيا                                                              | بيكو كريستوبال كولوم | 5,700 متر (18,701 قدم) |
| جبال القوقاز        | أوروبا وآسيا    | أرمينيا، جورجيا، روسيا، أذربيجان                                      | إلبروس               | 5,642 متر (18,510 قدم) |
| جبال الألب          | أوروبا          | النمسا، فرنسا، ألمانيا، إيطاليا، ليختنشتاين، موناكو، سلوفينيا، سويسرا | مون بلان             | 4,806 متر (15,768 قدم) |

* جزء من منطقة هندو كوش–الهيمالايا
تشكلت جميع السلاسل الجبلية الآسيوية الكبرى، مثل الهيمالايا وسلسلة بامير وكاراكورام وهندو كوش، جزئيًا خلال الـ٣٥ إلى ٥٥ مليون سنة الماضية، نتيجة اصطدام الصفيحة الهندية بالصفيحة الأوراسية، وهو حدث تكتوني مستمر منذ بداية العصر الإيوسيني الأوسط. ولا تزال الصفيحة الهندية نشطة نسبيًا حتى اليوم، مما يؤدي إلى استمرار ارتفاع هذه السلاسل الجبلية سنويًا بمعدلات تصل إلى عدة مليمترات. وتُعد الهيمالايا أسرع هذه السلاسل ارتفاعًا، بمتوسط يناهز 10 ملم في السنة، وتُعد منطقة كشمير وبامير شمال شبه القارة الهندية ملتقىً جيولوجيًا مهمًا لهذه السلاسل الجبلية التي تطوّق هضبة التبت من الجنوب والغرب.

## سلاسل الجبال حسب الطول
1. سلسلة منتصف المحيط تحت الماء - 65000 كم (40000 ميل)
2. حلقة النار – 40,000 كم (25,000 ميل)
3. سلسلة جبال غرب أمريكا - 13400 كم (8300 ميل)
4. جبال الأنديز - 7000 كم (4300 ميل). تمتد على طولها ثلاث سلاسل جبلية شاسعة، متوازية تقريبًا، في شمال وجنوب جبال الأنديز، وهي: كورديليرا أوكسيدنتال، كورديليرا سنترال، وكورديليرا أورينتال.
5. سلسلة جبال أمريكا الشمالية - 6400 كم (4000 ميل)
6. الحزام الألبي - أكثر من 15000 كم (9300 ميل)
7. هندوكوش - منطقة الهيمالايا - 3500 كم (2200 ميل)
8. المنحدر العظيم، جنوب أفريقيا – 5000 كم (3100 ميل)
9. دراكنزبرج - 1000 كم (620 ميل)
10. جبال روكي - 4830 كم (3000 ميل) (جزء من سلسلة جبال أمريكا الشمالية)
11. سلسلة جبال التقسيم العظيم – 3500 كم (2200 ميل)
12. سلسلة الجبال العابرة للقارة القطبية الجنوبية - 3500 كم (2200 ميل)
13. جبال كونلون - 3000 كم (1900 ميل) (جزء من حزام جبال الألب-الهيمالايا)
14. جبال الأطلس - 2500 كم (1600 ميل) (جزء من حزام جبال الألب-الهيمالايا)
15. جبال الأورال – 2500 كم (1600 ميل)
16. جبال الأبالاش - 2414 كم (1500 ميل)
17. جبال الهيمالايا - حوالي 2500 كم (1600 ميل) (القسم الرئيسي من منطقة هندوكوش-الهيمالايا)
18. جبال الهيمالايا المرتفعة – 2300 كم (1400 ميل)
19. تلال سيفاليك – 2400 كم (1500 ميل)
20. جبال الهيمالايا الصغرى – 2500 كم (1600 ميل)
21. نظام جبال ألتاي – 2000 كم (1243 ميلًا)
22. مرتفعات غينيا الجديدة – 1950 كم (1210 ميل)
23. جبال باريسان - حوالي 1700 كم (1100 ميل) (جزء من حزام جبال الألب-الهيمالايا)
24. جبال الكاربات - 1700 كم (1100 ميل) (جزء من حزام جبال الألب-الهيمالايا)
25. جبال اسكندنافيا (اسكندنافيا) - حوالي 1700 كم (1100 ميل)
26. سلسلة جبال فيرخويانسك-سانتار-خاياتا - 1650 كم (1030 ميل) (جزء من نظام جبال شرق سيبيريا)
27. سلسلة جبال فيرخويانسك – 1100 كم (680 ميل)
28. سلسلة جبال سنتار-خياطة – 550 كم (340 ميل)
29. جبال الساحل - 1600 كم (990 ميل) (جزء من سلسلة جبال أمريكا الشمالية)
30. جبال تشين – 1600 كم (990 ميل)
31. عبر جبال الهيمالايا - 1600 كم (990 ميل) (جزء من حزام جبال الألب-الهيمالايا)
32. جبال غاتس الغربية – 1600 كم (990 ميل)
33. سلسلة جبال تشيرسكي - 1500 كم (930 ميل) (جزء من نظام جبال شرق سيبيريا)
34. سلاسل الجبال شبه الجزيرة - 1500 كم (930 ميل) (جزء من سلسلة جبال أمريكا الشمالية)
35. سيرا دو مار – 1500 كم (930 ميل)
36. جبال طوروس - 1500 كم (930 ميل) (جزء من حزام جبال الألب-الهيمالايا)
37. جبال زاغروس - 1500 كم (930 ميل) (جزء من حزام جبال الألب-الهيمالايا)
38. سييرا مادري أوكسيدنتال - 1500 كم (930 ميل) (جزء من سلسلة جبال أمريكا الشمالية)
39. جبال مانتيكيرا / جبال إسبينهاسو – 1320 كم (820 ميل)
40. جبال كوليما - 1300 كم (810 ميل) (جزء من نظام جبال شرق سيبيريا)
41. جبال الألب - 1200 كم (750 ميل) (جزء من حزام جبال الألب-الهيمالايا)
42. جبال الألب الغربية - حوالي 600 كم (370 ميل)
43. جبال الألب الفرنسية - أكثر من 400 كم (250 ميل)
44. جبال الألب الشرقية – حوالي 600 كم (370 ميل)
45. جبال الألب الشرقية الوسطى - حوالي 600 كم (370 ميل)
46. جبال الألب الجيرية الشمالية - حوالي 600 كم (370 ميل)
47. جبال الحجر الجيري الجنوبية وجبال الحجر الجيري الغربية - حوالي 600 كم (370 ميل)
48. جبال الأبينيني - 1200 كم (750 ميل) (جزء من حزام جبال الألب-الهيمالايا)
49. جبال القوقاز - 1200 كم (750 ميل) (جزء من حزام جبال الألب-الهيمالايا)
50. القوقاز الكبرى – 1200 كم (750 ميل)
51. القوقاز الصغرى – 600 كم (370 ميل)
52. كورديليرا أوكسيدنتال (كولومبيا) - 1200 كم (750 ميل) (جزء من جبال الأنديز الشمالية، كورديليرا الأمريكية)
53. كورديليرا أورينتال (كولومبيا) - 1200 كم (750 ميل) (جزء من جبال الأنديز الشمالية، كورديليرا الأمريكية)
54. سلسلة جبال فيندهيا – 1200 كم (750 ميل)
55. جبال ألتاي – 1200 كم (750 ميل)
56. دراكنزبرج - 1125 كم (700 ميل)
57. جبال بيرانجا - 1100 كم (680 ميل)
58. سلسلة جبال كاسكيد – 1100 كم (680 ميل)
59. سلسلة جبال أناميت – 1100 كم (680 ميل)
60. سلسلة جبال بروكس - 1100 كم (680 ميل) (جزء من سلسلة جبال أمريكا الشمالية)
61. سلسلة جبال فيرخويانسك - 1100 كم (680 ميل) (جزء من جبال شرق سيبيريا)
62. كورديليرا الوسطى (كولومبيا) - 1023 كم (636 ميل) (جزء من جبال الأنديز الشمالية، كورديليرا الأمريكية)
63. هضبة لينا - 1000 كم (620 ميل) (جزء من نظام جبال شرق سيبيريا)
64. جبال بونتيك - 1000 كم (620 ميل) (جزء من حزام جبال الألب-الهيمالايا)
65. جبال سايان الشرقية – 1000 كم (620 ميل)
66. سييرا مادري ديل سور - 1000 كم (620 ميل) (جزء من سلسلة جبال أمريكا الشمالية)
67. جبال أراكان / جبال راخين – 950 كم (590 ميل)
68. جبال هنغدوان - 900 كم (560 ميل) كنظام من السلاسل الجبلية
69. جبال أوغو – 900 كم (560 ميل)
70. جبال كورياك – 880 كم (550 ميل) (سيبيريا)
71. حزام كيب فولد – 850 كم (530 ميل)
72. هندوكوش - 800 كم (500 ميل) (جزء من هندوكوش-منطقة جبال الهيمالايا الكبرى)
73. بريكورديليرا - 800 كم (500 ميل) (تعتبر جزءًا من جبال الأنديز الجنوبية، كورديليرا الأمريكية)
74. جبال جوجدزهور – 700 كم (430 ميل)
75. مرتفعات ستانوفوي - 700 كم (430 ميل) (جزء من نظام جبال شرق سيبيريا)
76. سلسلة جبال أرافالي – 692 كم (430 ميل)
77. سلسلة جبال ألاسكا - 650 كم (400 ميل) (جزء من سلسلة جبال أمريكا الشمالية)
78. جبال كوبيت - 650 كم (400 ميل) (جزء من حزام جبال الألب-الهيمالايا)
79. سيت-دابان - 660 كم (410 ميل) (جزء من نظام جبال شرق سيبيريا)
80. جبال ديناريك - 645 كم (401 ميل) (جزء من حزام جبال الألب-الهيمالايا)
81. سييرا نيفادا (الولايات المتحدة) - 640 كم (400 ميل) (جزء من سلسلة جبال أمريكا الشمالية)
82. سلاسل جبال ساحل كاليفورنيا - 640 كم (400 ميل) (جزء من سلسلة جبال أمريكا الشمالية)
83. [[جبال الب

## حسب المساحة القارية

### أفريقيا
1. سلسلة جبال أبردير، كينيا
2. سلسلة جبال الهقار، الجزائر
3. سلسلة جبال الأحمر، إثيوبيا
4. سلسلة جبال أمارو، إثيوبيا
5. سلسلة جبال أتلانتيكا، الكاميرون، نيجيريا
6. سلسلة جبال الأطلس، الجزائر، المغرب، تونس
  1. الأطلس الصغير، المغرب
  2. جبال الأوراس، الجزائر، تونس
  3. الأطلس الكبير، المغرب
  4. الأطلس المتوسط، المغرب
  5. الأطلس الصحراوي، الجزائر
  6. الأطلس التلي، الجزائر، المغرب، تونس
7. جبال بيل، إثيوبيا
8. جبال باكوسي، الكاميرون
9. الجبال الزرقاء، النيجر
10. جبال بفومبا، موزمبيق، زيمبابوي
11. علمدو، الصومال
12. سيدربيرج، جنوب أفريقيا
13. جبال داناكيل، إثيوبيا، إريتريا
14. دراكنزبرج، ليسوتو، جنوب أفريقيا
15. جبال القوس الشرقي، كينيا، تنزانيا
16. المرتفعات الشرقية، موزمبيق، زيمبابوي
17. جبال إنتوتو، إثيوبيا
18. سلسلة جبال إرتا أيل، إثيوبيا
19. جبال جوليس، الصومال
20. سلسلة جبال خفلة، الصومال
21. جبل كليمنجارو، تنزانيا
22. سلسلة جبال كيبينجيري، تنزانيا
23. جبال ليبومبو، موزمبيق
24. ماجاليسبيرج، جنوب أفريقيا
25. جبال ماهالي، تنزانيا
26. جبال ماندارا، الكاميرون، نيجيريا
27. سلسلة جبال موكا، موريشيوس
28. جبال أوغو، الصومال
29. أوتينيكوا، جنوب أفريقيا
30. جبال باري، تنزانيا
31. بيتون دي نيج – بيتون دي لا فورنيز، لا ريونيون
32. الريف، المغرب
33. جبال رونزوري، أوغندا
34. سيمين، إثيوبيا
35. سوارتبيرج، جنوب أفريقيا
36. جبال أكاكوس، ليبيا
37. جبال تيبستي، تشاد
38. جبال أودزونغوا، تنزانيا
39. جبال أولوغورو، تنزانيا
40. جبال أوسامبارا، تنزانيا

### آسيا
1. سلسلة جبال العقالا، سريلانكا
2. البرز، إيران
3. جبال الحجر، عُمان، الإمارات العربية المتحدة
4. جبال ألتاي، روسيا، الصين، منغوليا، كازاخستان
5. جبال أناميتي، لاوس، فيتنام
6. جبال لبنان الشرقية، لبنان، سوريا
7. سلسلة جبال القلمون، سوريا
8. سلسلة جبال الحسكة، سوريا
9. سلسلة جبال أرافالي، الهند
10. جبال عسير، المملكة العربية السعودية
11. جبال باريسان، إندونيسيا
12. جبال كارابالو، الفلبين
13. جبال كارداموم، كمبوديا
14. جبل الكرمل، فلسطين
15. القوقاز، روسيا، جورجيا، أذربيجان، أرمينيا، تركيا
16. سلسلة جبال تشيرسكي، روسيا
17. تلال شيتاغونغ، بنغلاديش
18. كورديليرا الوسطى، الفلبين
19. كروكر رينج، ماليزيا
20. مجمع دينغ البركاني، إندونيسيا
21. جبال دجوجدجور، روسيا
22. غاتس الشرقية، الهند
23. فانسيبان، فيتنام
24. جبال حراز، اليمن
25. سلسلة جبال الحجاز
26. الهيمالايا، نيبال، بوتان، الصين، الهند، باكستان
  1. سلسلة جبال ماهابهارات أو جبال الهيمالايا الصغرى
  2. سلسلة جبال سيواليك أو تلال شوريا، سوبهيمالايا
27. هندو كوش، أفغانستان، باكستان
28. جبال الألب اليابانية، اليابان
  1. جبال أكايشي
  2. جبال هيدا
  3. جبال كيسو
29. جبل الخليل، فلسطين
30. كبير كوه، إيران، العراق
31. كاراكورام، باكستان، الصين، الهند
32. جبال خينجان، الصين، روسيا
  1. خينجان الكبرى
  2. خينجان الصغرى
33. جبال خيبينسكي، روسيا
34. جبال كيرثار، باكستان
35. سلسلة جبال ناكلز، سريلانكا
36. جبال كوليما روسيا
37. جبال كورياك روسيا
38. جبال كونلون، الصين ( التبت )
39. جبال كوراي، روسيا
40. سلسلة جبال لبنان، لبنان
41. جبال مولر، وسط بورنيو، إندونيسيا
42. جبال بامير، طاجيكستان، قيرغيزستان، أفغانستان، الصين
43. جبال بونتيك، تركيا
44. بنوم بنه، كمبوديا
45. صفد كوه، أفغانستان، باكستان
46. سلسلة جبال الملح، باكستان
47. جبال سايان، روسيا
48. سلسلة تلال سيفاليك في جبال الهيمالايا الخارجية، الهند
49. سييرا مادري، الفلبين
50. جبال سيخوت ألين، روسيا
51. سلسلة جبال ستانوفوي، روسيا
52. سلسلة جبال سوديرمان، إندونيسيا
53. جبال سليمان، باكستان، إيران
54. سلسلة جبال تا كريم، كمبوديا
55. جبال طوروس، تركيا
56. سلسلة جبال توبا كاكار، أفغانستان، باكستان
57. تيان شان، الصين، كازاخستان، قيرغيزستان
58. جبال تايوان، تايوان
59. جبال تنغر، إندونيسيا
60. جبال تيتيوانجسا، ماليزيا
61. جبال الأورال، روسيا
62. سلسلة جبال فيرخويانسك، روسيا
63. جبال غاتس الغربية، الهند
64. جبال زاغروس، إيران، العراق
65. جبال زامباليس، الفلبين
66. زامبوانجا كورديليراس، الفلبين

### أوروبا
1. جبال الألب
  1. جبال الألب الشرقية، النمسا، ألمانيا، إيطاليا، ليختنشتاين، سلوفينيا، سويسرا
    1. جبال الألب الشرقية الوسطى، النمسا، إيطاليا، سلوفينيا، سويسرا
      1. جبال الألب بيرغامو، إيطاليا
      2. هوهي تاورن، النمسا، إيطاليا
        1. مجموعة أنكوجيل
        2. جبال ديفيريجن
        3. غروسغلوكنر
        4. مجموعة جولدبيرج
        5. مجموعة جراناتسبيتز
        6. مجموعة هافنر
        7. مجموعة كروزيك
        8. مجموعة ريزيرفيرنر
        9. مجموعة شوبر
        10. مجموعة فينيديجر

      3. جبال كيتزبوهيل، النمسا
      4. نيدير تاورن، النمسا
      5. جبال أوتزتال، النمسا، إيطاليا
      6. جبال الألب الريتية، النمسا، إيطاليا، سويسرا
        1. سلسلة جبال ألبولا
        2. سلسلة بيرنينا
        3. سلسلة جبال بريجاليا
        4. سلسلة جبال ليفينو
        5. سلسلة جبال أوبرهالبشتاين
        6. سلسلة جبال بليسور
        7. جبال سامنون
        8. سلسلة جبال سيسفينا
        9. سيلفريتا

      7. راتيكون، النمسا، ليختنشتاين، سويسرا
      8. جبال ستوباي، النمسا، إيطاليا
      9. جبال توكس، النمسا
      10. جبال فيروال الألبية، النمسا
      11. جبال زيلرتال، النمسا، إيطاليا

    2. جبال الألب الجيرية الشمالية، النمسا، ألمانيا
      1. جبال ألغاو، النمسا، ألمانيا
      2. جبال بيرشتسجادن، النمسا، ألمانيا
      3. داششتاين، النمسا
      4. إنستالر ألبن، النمسا
      5. كارويندل، النمسا، ألمانيا
      6. جبال ليشتال، النمسا
      7. توتيس جيبيرجي، النمسا
      8. فيتيرشتاين، النمسا، ألمانيا
      9. وايلدن كايزر، النمسا

    3. جبال الألب الجيرية الجنوبية، النمسا، إيطاليا، سلوفينيا، سويسرا
      1. أداميلو-بريسانيلا، إيطاليا
      2. مجموعة برينتا، إيطاليا
      3. جبال كارنيك، النمسا، إيطاليا
      4. الدولوميت، إيطاليا
      5. جبال الألب الجوليانية، إيطاليا، سلوفينيا
      6. جبال كامنيك، النمسا، سلوفينيا
      7. كاراوانكن، النمسا، سلوفينيا
      8. جبال أورتلر، إيطاليا، سويسرا

  2. جبال الألب الغربية، فرنسا، إيطاليا، سويسرا
    1. جبال الألب البرنية، سويسرا
    2. جبال كوتيان، فرنسا، إيطاليا
    3. جبال الألب جلاروس، سويسرا
    4. جبال الألب غرايان، فرنسا، إيطاليا، سويسرا
      1. مجموعة مونت بلانك، فرنسا، إيطاليا
      2. جبال بوفورتان، فرنسا
      3. فانواز، فرنسا
      4. غران باراديسو، فرنسا، إيطاليا

    5. جبال الألب ليبونتين، إيطاليا، سويسرا
    6. جبال الألب الليغورية، فرنسا، إيطاليا
    7. جبال الألب السويسرية الشمالية الشرقية، سويسرا
    8. جبال الألب بينيني، إيطاليا، سويسرا
    9. جبال دوفينيه، فرنسا
    10. جبال الألب البحرية، فرنسا، إيطاليا
    11. ما قبل جبال الألب، فرنسا، إيطاليا
      1. بروفانس ما قبل الألب، فرنسا
        1. دينتيل دي مونتميرايل، فرنسا

      2. سافوي ما قبل الألب، فرنسا

    12. جبال سافوي، فرنسا، سويسرا
    13. جبال أورنر، سويسرا

  3. جبال الأبينيني، إيطاليا، سان مارينو
  4. سلسلة جبال البلقان، وخاصة بلغاريا، وجزء أصغر في صربيا
    1. جبال البلقان الوسطى
      1. جبل كالوفرسكا، قمة بوتيف، جبال البلقان الوسطى، بلغاريا
      2. زلاتشكو- جبل تيتيفنسكا، بلغاريا

    2. جبال البلقان الغربية
      1. جبل تشيبروفسكا
      2. جبل بيركوفسكا، بلغاريا
      3. فراشانسكي البلقان، بلغاريا

  5. الغابة السوداء، ألمانيا
  6. جبال كانتابريا، إسبانيا
    1. بيكوس دي يوروبا
    2. جبال الباسك

  7. جبال الكاربات، جمهورية التشيك، المجر، بولندا، رومانيا، صربيا، سلوفاكيا، أوكرانيا
    1. جبال الكاربات الغربية
      1. جبال تاترا، بولندا، سلوفاكيا
      2. بيسكيدس الغربية وبيسكيدز الوسطى

    2. جبال الكاربات الشرقية
      1. جبال بيشتشادي
        1. أوتريت

      2. بيسكيدس منخفضة
        1. سلسلة جبال بوكوفيتشا

      3. بيسكيدز الشرقية
      4. الكاربات المولدافية-المونتينية

    3. جبال الكاربات الجنوبية
      1. مجموعة جبال فاجاراس
      2. مجموعة جبال Retezat-Godeanu
      3. جبال بويانا روسكا
      4. جبال البنات

    4. جبال أبوسيني
      1. جبال بيهور

  8. جبال القوقاز، أرمينيا، أذربيجان، جورجيا، روسيا
    1. جدار بيزنجي، جورجيا

  9. جبال سيراونيان، ألبانيا
  10. جبال الألب الدينارية، ألبانيا، البوسنة والهرسك، كرواتيا، كوسوفو، الجبل الأسود، مقدونيا الشمالية، صربيا، سلوفينيا
    1. الجبال الملعونة

  11. جينارجينتو، إيطاليا
  12. هارتس، ألمانيا
  13. جبال أيرلندا
    1. ماكجيليكودي ريكس، أيرلندا
    2. جبال ويكلو، أيرلندا
    3. جبال مورن، أيرلندا الشمالية
    4. جبال سبرين، أيرلندا الشمالية

  14. جبال جورا، فرنسا، سويسرا
  15. كارليدس، فنلندا
  16. منطقة البحيرة، إنجلترا
  17. جبال ماكين، رومانيا
  18. كتلة الجبال الوسطى، فرنسا
  19. سلسلة جبال أوليمبوس
    1. جبل أوليمبوس

  20. جبال البومة
  21. جبال الخام، جمهورية التشيك، ألمانيا
  22. بينينز، إنجلترا
  23. جبال بيندوس، بشكل رئيسي في اليونان، وأجزاء أصغر في ألبانيا
  24. جبال البرانس، أندورا، فرنسا، إسبانيا
    1. ريلا - كتلة جبلية رودوبي، بشكل رئيسي
    2. بلغاريا، مقدونيا الشمالية، اليونان
    3. ريلا، بلغاريا
    4. بيرين، بلغاريا
    5. سلافيانكا (جبل)
    6. أوسوغوفو - سلسلة جبال بيلاسيتسا
      1. أوسوغوفو
      2. بيلاسيتسا
      3. فلاهينا
      4. جبل مالاشيفسكا
      5. بلاكوفيتشا
      6. أوغرازدين

    7. جبال رودوبي، وخاصة بلغاريا واليونان
      1. رودوبي الغربية
      2. رودوبي الشرقية

  25. جبال رون، ألمانيا
  26. سلسلة سار، ألبانيا، كوسوفو، مقدونيا الشمالية
    1. جبال شار
    2. جبل كوراب
    3. جبل بيسترا
    4. ستوغوفو
    5. ديشات
    6. جابلانيكا
    7. غاليسيكا

  27. جبال الدول الاسكندنافية، فنلندا، النرويج، السويد
    1. سيتسدالشيين
    2. يوتنهايمن
    3. روندان
    4. دوفريفيل
    5. ترولهيمن
    6. جبال كيولين
    7. سالتفجليت
    8. سفيكوفينيدس
    9. جبال لينجن

  28. المرتفعات الاسكتلندية
    1. جبال غرامبيان، اسكتلندا
      1. جبل بن نيفيس

    2. كيرنجورمز، اسكتلندا
    3. عائلة كويلينز، جزيرة سكاي

  29. سييرا مورينا، إسبانيا
  30. نظام بيتيكو، إسبانيا
  31. سيستيما سنترال، البرتغال، إسبانيا
    1. سييرا دي غواداراما

  32. النظام الأيبيري، إسبانيا
  33. سلسلة جبال إسكندر بك، ألبانيا
  34. نظام جبال سريدنوغوري، بلغاريا
    1. فيتوشا، بلغاريا
    2. سريدنا غورا، بلغاريا

  35. ستراندزا، بلغاريا، تركيا
  36. جبال شفيتوكرجيسكي، بولندا
  37. سوديتس، جمهورية التشيك، ألمانيا، بولندا
    1. سليزا ماسيف
    2. جبال لوساتيان
    3. سلسلة جبال جيشتيد-كوزاكوف
    4. جبال الجزيرة
    5. جبال كاتشاوسكي
    6. الجبال العملاقة
    7. روداوي جانوفيسكي
    8. جبال فالبرزيسكي
    9. جبال ستون
    10. جبال البومة
    11. جبال باردزكي
    12. جبال ستولووي
    13. جبال أورليك
    14. جبال بيسترزيسكي
    15. الجبال الذهبية
    16. جبال سنيزنيك
    17. جبال أوباوسكي
    18. هروبي جيسينيك
    19. نيزكي جيسينيك

  38. الغابة البوهيمية، النمسا، جمهورية التشيك، ألمانيا
  39. ألب سوابيان، ألمانيا
  40. سيرا دي ترامونتانا، إسبانيا
  41. جبال الأورال، روسيا
  42. جبال فوجلسبيرج، ألمانيا
  43. جبال فوج، فرنسا
  44. جبال ويلز
    1. الجبال السوداء
    2. بريكون بيكونز
    3. سنودونيا

  45. سلسلة جبال غرب فاردار/بيلاغونيا، مقدونيا الشمالية، اليونان
    1. جبل بابا
    2. جاكوبيكا
    3. نيدزه
    4. كوزوف

### جرينلاند
1. ألانجوپ كاگاي
2. سلسلة جبال ألكسندرين
3. أصدقاء قولا
4. سلسلة جبال بارث
5. سلسلة جبال براغيس
6. سلسلة جبال ولي العهد فريدريك
7. سلسلة جبال دالي
8. سلسلة جبال ديدريك بينينج
9. سلسلة جبال إينار ميكلسن
10. سلسلة جبال إليماندز
11. جبال فينسكي
12. سلسلة جبال جيزيكي
13. جبال جراه
14. غروناو نوناتاكس
15. سلسلة جبال جرين
16. سلسلة جبال إتش إتش بنديكت
17. سلسلة جبال هالي
18. سلسلة جبال هاوج
19. سلسلة جبال هيوود
20. سلسلة جبال هيلم
21. سلسلة جبال كانجرلولوك
22. سلسلة جبال كنود راسموسن
23. سلسلة جبال لاكروا
24. مجموعة ليمون
25. سلسلة جبال ليلواز
26. سلسلة جبال ليندبيرغ
27. نطاق مولز
28. سلسلة جبال مورشيسون
29. جبال ثور المسك
30. جبال نورلوند
31. سلسلة جبال بنتاميروس
32. سلسلة جبال بيكتيت
33. سلسلة جبال أمير ويلز
34. الأميرة كارولين ماتيلد ألبس
35. الأميرة إليزابيث ألبس
36. سلسلة جبال كاروسويت
37. قيفساكاتدلاجفيك
38. أرض الملكة لويز
39. رولد رينج
40. سلسلة جبال روزفلت
41. سلسلة جبال سيوراك (سيوراك فيلدي)
42. جبال ستاونينج
43. سلسلة جبال سفينهوفود
44. تاغيفيلدين
45. سلسلة جبال واتكينز
46. سلسلة جبال فيدمان

### كندا
1. سلسلة جبال آدم
2. سلسلة جبال آدمانت
3. سلسلة جبال ألسيك ، كولومبيا البريطانية ، ألاسكا، يوكون
4. سلسلة جبال أنفيل، يوكون
5. جبال الأبلاش ، شرق كندا
6. قائمة السلاسل الفرعية لجبال الأبلاش
7. سلسلة جبال القطب الشمالي ، شمال شرق كندا
8. التلال الجيوديسية
9. سلسلة جبال أسولكان
10. نطاق بادشوت
11. جبال بافن
12. ميدان المعركة
13. سلسلة جبال بوفورت
14. سلسلة جبال بيج بيند ، كولومبيا البريطانية
15. مجموعة سمك السلمون الكبيرة ، يوكون
16. جبال بلاكويلدر
17. الجبال الزرقاء
18. سلسلة جبال بونانزا
19. سلسلة جبال بونيت بلوم، يوكون
20. سلسلة جبال بونينجتون
21. سلسلة جبال بريتانيا
22. سلسلة جبال الإمبراطورية البريطانية
23. الجبال البريطانية ، يوكون
24. جبال بروس
25. جبال بيام مارتن
26. سلسلة جبال كادوالادر
27. سلسلة جبال كاميل فوت
28. سلسلة جبال كاميرون
29. جبال روكي الكندية
30. مجموعة الكابولي
31. جبال كاريبو
32. سلسلة جبال كاسكيد
33. سلسلة جبال كايوش
34. جبال تشالنجر
35. سلاسل جبال تشيلكوتين
36. سلسلة جبال كلاتشناكودين
37. سلسلة كليندينينج
38. جبال الدير
39. جبال الساحل ، ألاسكا، يوكون، كولومبيا البريطانية
40. جبال كولومبيا ، كندا والولايات المتحدة
41. نطاق كونجر
42. سلسلة جبال كوكيتلام
43. مجموعة الطيات
44. جبال كانينغهام
45. سلسلة جبال داوسون
46. سلسلة جبال ديكسون
47. سلاسل دوغلاس
48. سلسلة جبال دورو
49. سلسلة جبال دنكان
50. جبال نهر إلك
51. جبال إيفرت
52. سلسلة جبال فانين
53. سلسلة جبال فرانكلين
54. سلسلة جبال غارفيلد
55. سلاسل غاريبالدي
56. سلسلة جبال جينيفيف
57. سلسلة جبال جلينيون، يوكون
58. نطاق الماعز
59. سلسلة جبال جولاند
60. سلسلة جبال غرينيل
61. سلسلة جبال جروجان مورغان
62. سلسلة جبال هادينغتون
63. سلسلة جبال هايتهي
64. حقل ها-إلتزوك الجليدي
65. سلسلة جبال هاليفاكس
66. سلسلة جبال هانكين
67. جبال هارتز (نونافوت)
68. سلسلة جبال هيرميت
69. جبال هيس ، يوكون
70. حقل هوماثكو الجليدي
71. سلسلة جبال إيلغاتشوز
72. جبال إنجلفيلد
73. جبال إنويتيان
74. جبال إنسولار ، كولومبيا البريطانية
75. سلسلة جبال إيتشا
76. سلسلة جبال جيفريز
77. سلسلة جوي
78. سلسلة جبال كارموتزن
79. جبال كاوماجيت ، لابرادور ، كندا
80. سلسلة جبال كيتل ريفر ، واشنطن وكولومبيا البريطانية
81. جبال كيجلابايت ، لابرادور
82. سلاسل جبال كيتيمات
83. سلسلة جبال كلوان، يوكون
84. سلسلة جبال كنور، يوكون
85. سلسلة جبال كوكاني
86. سلسلة جبال كوتيناي ، كولومبيا البريطانية
87. مجموعة الزنجفر
88. سلسلة جبال ستانفورد
89. سلسلة جبال بيفرفوت
90. جبال كراج
91. جبال كريجر
92. سلسلة جبال لاردو
93. سلسلة جبال ليفل
94. غطاء ليلويت الجليدي
95. سلسلة جبال ليلويت
96. جبال لونغ رينج، نيوفاوندلاند
97. سلسلة جبال ماكدونالد، كولومبيا البريطانية
98. سلسلة جبال ماكاي
99. جبال موناشي، كولومبيا البريطانية وواشنطن
100. سلسلة جبال نادالين، يوكون
101. سلسلة جبال نيلسون
102. سلسلة جبال نيوكاسل
103. سلسلة جبال نيوت
104. سلسلة جبال نورنس
105. جبال نورث شور
106. جبال أوجيلفي
107. سلسلة جبال أوزبورن
108. سلسلة جبال بيلهام
109. جبال بيلي، يوكون
110. سلسلة جبال بيرس
111. الجبال شديدة الانحدار
112. مجموعة بريميير
113. جبال أمير ويلز
114. سلسلة جبال أمير ويلز
115. سلسلة جبال الأميرة مارغريت
116. نطاق النقاء
117. جبال الملكة شارلوت، كولومبيا البريطانية
118. مرتفعات كويسنيل
119. سلسلة قوس قزح
120. سلسلة جبال ريفوجيوم
121. جبال ريتشاردسون، يوكون
122. جبال روكي، غرب الولايات المتحدة وكندا
123. سفوح جبال روكي، كولومبيا البريطانية وألبرتا
124. سلسلة جبال روبي
125. جبال سانت إلياس، جنوب ألاسكا، يوكون وكولومبيا البريطانية
126. سلسلة جبال سان كريستوفال
127. سلسلة جبال سوتوث (نونافوت)
128. تلال سكورسبي
129. سلسلة جبال سيلاميوت
130. جبال سيلكيرك، كولومبيا البريطانية، أيداهو وواشنطن
131. جبال سيلوين، يوكون
132. سلسلة جبال سيمور
133. سلسلة جبال شولابس
134. مرتفعات شوسواب
135. سلسلة جبال السير دونالد
136. سلسلة جبال السير ساندفورد
137. سلسلة جبال سومرست
138. سلسلة جبال صوفيا
139. ميدان سبيرهيد
140. نطاق الطيف
141. سلسلة جبال سانت سير، يوكون
142. سلسلة جبال ستوكس
143. سلسلة جبال ساتون
144. سويت جراس هيلز، ألبرتا-مونتانا
145. سلسلة جبال سويسرية
146. سلسلة جبال تانتالوس
147. قمم ثورندايك
148. سلسلة جبال توشكونيالا
149. جبال تورنغات، لابرادور، كيبيك
150. جبال تريوتر
151. نطاق الولايات المتحدة
152. سلاسل فالهالا
153. سلسلة جبال فالكير
154. سلسلة جبال جزيرة فانكوفر، كولومبيا البريطانية
155. جبال فيكتوريا وألبرت
156. سلسلة جبال وادينغتون
157. جبال فيرنيكي، يوكون
158. سلسلة جبال ويندي
159. سلسلة جبال ونستون تشرشل، ألبرتا

### الولايات المتحدة
1. جبال أديرونداك، نيويورك
2. سلسلة جبال ألاسكا، ألاسكا
3. سلسلة جبال ألوشيان، ألاسكا
4. جبال شيجميت، ألاسكا
5. جبال نيكولا، ألاسكا
6. سلسلة جبال أمارجوسا، كاليفورنيا
7. جبال الأبلاش، شرق الولايات المتحدة
8. هضبة الأبلاش
9. جبال كاتسكيل
10. جبال كمبرلاند
11. حقل الفحم في شرق كنتاكي
12. جبال الصنوبر
13. جبال خشبية
14. جبال أليغيني
15. جبال بوكونو
16. جبال شافير فورك
17. مرتفعات الآبالاش
18. مرتفعات نيو برونزويك
19. مرتفعات نيو إنجلاند
20. جبال بيلكناب
21. جبال بيركشاير
22. الجبال الخضراء
23. سلسلة جبال هوليوك
24. سلسلة جبال هوساك
25. جبال لونجفيلو
26. جبال ميتاكوميت ريدج
27. سلسلة جبال توم
28. جبال أوسيبي
29. جبال تاكونيك
30. سلسلة جبال واباك
31. الجبال البيضاء
32. سلسلة جبال كارتر-موريا
33. سلسلة جبال دارتموث
34. سلسلة جبال فرانكونيا
35. سلسلة جبال كينسمان
36. سلسلة جبال ماهوسوك
37. مجموعة رئاسية
38. ميدان الطيار
39. مجموعة التوأم
40. مجموعة ساندويتش
41. مرتفعات نيوفاوندلاند
42. جبال طويلة المدى
43. جبال نوتردام
44. جبال شيك-شوك
45. كولينز مونتيريجين
46. مرتفعات نوفا سكوشا
47. مرتفعات كيب بريتون
48. ميجانتيك هيلز
49. جبال ساتون
50. جبال بلو ريدج
51. جبال بول ران
52. جبال الجنوب الغربي
53. جبال الحديد
54. جبال سوراتاون
55. جبال شيناندواه
56. جبال أوناكا
57. الجبال الصلعاء
58. الجبال السوداء
59. الجبال الصخرية العظيمة
60. جبال بلسم العظيمة
61. بلسم بلوت
62. جبال سموكي العظيمة
63. جبال يونيكوي
64. جبال الأبلاش في التلال والوادي
65. الجبال الزرقاء
66. جبال موسيك
67. جبال الجنوب
68. جبال توسكارورا
69. جبال أرباكل، أوكلاهوما
70. جبال بيرز باو، مونتانا
71. جبال بحيرة بيفر، يوتا
72. جبال سنوي الكبيرة، مونتانا
73. بلاك هيلز، داكوتا الجنوبية ووايومنغ
74. الجبال السوداء، يوتا
75. الجبال الزرقاء وأوريجون وواشنطن
76. سلسلة بروكس، شمال ألاسكا
77. جبال بيرد، ألاسكا
78. جبال اليشم، ألاسكا
79. جبال ديفيدسون، ألاسكا
80. جبال دي لونغ، ألاسكا
81. جبال إنديكوت، ألاسكا
82. جبال فرانكلين، ألاسكا
83. جبال فيليب سميث، ألاسكا
84. جبال رومانزوف، ألاسكا
85. جبال شواتكا، ألاسكا
86. جبال شوبيليك، ألاسكا
87. جبال وارينغ، ألاسكا
88. جبال بول، مونتانا
89. جبال كابيتان، نيو مكسيكو
90. سلسلة جبال كاسكيد، غرب كندا والولايات المتحدة
91. جبال القلعة، مونتانا
92. جبال الأرز، يوتا
93. تشوك بوتس، مونتانا
94. جبال تشيناتي، تكساس
95. جبال تشيسوس، تكساس
96. جبال تشوجاتش، ألاسكا
97. سلسلة جبال الجرانيت، ألاسكا
98. جبال روبنسون، ألاسكا
99. جبال الساحل، ألاسكا، يوكون، كولومبيا البريطانية
100. جبال كولومبيا، كندا والولايات المتحدة
101. جبال موناشي، كولومبيا البريطانية وواشنطن
102. سلسلة جبال كيتل ريفر، واشنطن وكولومبيا البريطانية
103. جبال بورسيل، كولومبيا البريطانية ومونتانا
104. جبال سيلكيرك، كولومبيا البريطانية، أيداهو وواشنطن
105. سلسلة جبال كوسو، كاليفورنيا
106. جبال الكريكيت، يوتا
107. جبال ديفيس، تكساس
108. جبال ديلامار، نيفادا
109. جبال ديلاوير، تكساس
110. سلسلة جبال الصحراء، نيفادا
111. منطقة دريفتلس، ويسكونسن، مينيسوتا، إلينوي، أيوا
112. جبال أوكوتش، ويسكونسن
113. سلسلة جبال الصحراء الشرقية، نيفادا
114. سلسلة جبال هومبولت الشرقية، نيفادا
115. جبال فرانكلين، تكساس
116. جبال جيلا، أريزونا
117. جبال غوادالوبي، تكساس
118. جبال هايوود، مونتانا
119. جبال هورون، ميشيغان
120. جبال جيميز، نيو مكسيكو
121. جبال جوديث، مونتانا
122. جبال كلاماث، كاليفورنيا وأوريجون
123. جبال الرخام، كاليفورنيا
124. جبال يولا بولي الشمالية، كاليفورنيا
125. جبال السلمون، كاليفورنيا
126. جبال سكوت، كاليفورنيا
127. جبال سيسكييو، أوريغون وكاليفورنيا
128. ترينيتي ألبس، كاليفورنيا
129. جبال ترينيتي، كاليفورنيا
130. بحيرة رينج، نيفادا
131. سلسلة جبال ليتل روكي، مونتانا
132. جبال سنوي الصغيرة، مونتانا
133. جبال ليتل وولف، مونتانا
134. ميتاكوميت ريدج، كونيتيكت وماساتشوستس
135. ترابروك ريدج، كونيتيكت
136. الجبال المعدنية، أريزونا
137. الجبال المعدنية، يوتا
138. تلال نولاتو، ألاسكا
139. جبال موكاسين الشمالية، مونتانا
140. جبال أوليمبيك، واشنطن
141. جبال أوكيره، يوتا
142. سلسلة جبال ساحل أوريغون، أوريغون
143. جبال أورجان، نيو مكسيكو
144. جبال أورتيز، نيو مكسيكو
145. سلسلة جبال باهراناجات، نيفادا
146. سلسلة جبال بانامينت، كاليفورنيا
147. سلسلة جبال بافانت، يوتا
148. سلاسل شبه الجزيرة، كاليفورنيا والمكسيك
149. جبال لاجونا، كاليفورنيا
150. جبال سان جاسينتو، كاليفورنيا
151. جبال سانتا آنا، كاليفورنيا
152. جبال إلسينور
153. جبال تيميسكال، كاليفورنيا
154. جبال بينالينو، أريزونا
155. جبال بوركوبين، شبه جزيرة ميشيغان العليا الغربية
156. جبال بريور، مونتانا
157. جبال روكي، غرب الولايات المتحدة وكندا
158. سلسلة جبال أبساروكا، مونتانا، وايومنغ
159. جبال بيرتوث، مونتانا ووايومنغ
160. جبال بيغهورن، مونتانا ووايومنغ
161. سلسلة جبال بيترروت، مونتانا وأيداهو
162. جبال بيفرهيد، مونتانا وأيداهو
163. جبال بيترروت، مونتانا وأيداهو
164. جبال سنتينيال، مونتانا وأيداهو
165. جبال كور دالين ومونتانا وأيداهو
166. جبال سانت جو، أيداهو
167. جبال بويزي، أيداهو
168. جبال بولدر، أيداهو
169. جبال بولدر، مونتانا
170. جبال بريدجر، وايومنغ
171. سلسلة جبال بريدجر، مونتانا
172. جبال كابينت، مونتانا
173. جبال كليرووتر، أيداهو
174. جبال كريزي، مونتانا
175. جبال إلك، كولورادو
176. جبال إلكهورن، مونتانا
177. سلسلة جبال فلاتهيد، مونتانا
178. فرونت رينج، كولورادو
179. سلسلة جبال غالاتين، مونتانا
180. سلسلة غارنيت، مونتانا
181. جبال الجرانيت، وايومنغ
182. الجبال الخضراء، وايومنغ
183. سلسلة جبال غروس فينتري، وايومنغ
184. جبال هنري، يوتا
185. جبال جون لونغ، مونتانا
186. جبال لا سال، يوتا
187. جبال لارامي، وايومنغ
188. سلسلة جبال ليمهي، أيداهو
189. سلسلة جبال لويس، مونتانا
190. سلسلة جبال ليفينغستون، مونتانا
191. سلسلة جبال ماديسون، مونتانا
192. جبال ميديسن بو، كولورادو ووايومنغ
193. سلسلة جبال سنوي، وايومنغ
194. سلسلة البعوض، كولورادو
195. جبال أول كريك، وايومنغ
196. جبال بايونير، أيداهو
197. جبال بايونير، مونتانا
198. الجبال الحمراء، وايومنغ
199. جبال ساليش، مونتانا
200. جبال نهر السلمون، أيداهو
201. سلسلة جبال سولت ريفر، وايومنغ
202. جبال سان خوان، كولورادو
203. جبال سانغري دي كريستو، كولورادو ونيو مكسيكو
204. سلسلة جبال سواتش، كولورادو
205. سلسلة جبال سوتوث، أيداهو
206. سلسلة جبال شوشون، أيداهو
207. جبال سموكي، أيداهو
208. جبال الجندي، أيداهو
209. سلسلة جبال سوان، مونتانا
210. سلسلة جبال تينمايل، كولورادو
211. سلسلة جبال تيتون، وايومنغ
212. جبال جذور التبغ، مونتانا
213. جبال يونتا، يوتا، كولورادو، ووايومنغ
214. سلسلة جبال واساتش، يوتا
215. جبال بير ريفر، يوتا وأيداهو
216. سلسلة جبال واشبورن، وايومنغ
217. جبال السحابة البيضاء، أيداهو
218. سلسلة أسماك وايتفيش، مونتانا وكولومبيا البريطانية
219. سلسلة جبال ويند ريفر، وايومنغ
220. سلسلة جبال وايومنغ، وايومنغ
221. جبال رينكون، أريزونا
222. جبال روبي، نيفادا
223. جبال ساكرامنتو، نيو مكسيكو
224. جبال سانت إلياس، جنوب ألاسكا، يوكون وكولومبيا البريطانية
225. سلسلة جبال برابازون، ألاسكا
226. سلسلة جبال فيرويتر، ألاسكا
227. جبال سان أندريس، نيو مكسيكو
228. جبال سان فرانسيسكو، يوتا
229. قمم سان فرانسيسكو، أريزونا
230. جبال ساندي-مانزانو، نيو مكسيكو
231. جبال مانزانو، نيو مكسيكو
232. جبال ساندي، نيو مكسيكو
233. جبال سانتا كاتالينا، أريزونا
234. جبال سانتا ريتا، أريزونا
235. جبال سوتوث، مينيسوتا
236. سلسلة جبال شيل كريك، نيفادا
237. سلسلة سيلينيت، نيفادا
238. سلاسل شبه الجزيرة، ألاسكا
239. جبال بينديليبن، ألاسكا
240. جبال داربي، ألاسكا
241. جبال كيجلوايك، ألاسكا
242. جبال يورك، ألاسكا
243. نطاق الأغنام، نيفادا
244. جبال شوشون، نيفادا
245. سلسلة جبال شوشون، نيفادا
246. سييرا نيفادا، كاليفورنيا ونيفادا
247. سلسلة الثعابين، نيفادا
248. جبال موكاسين الجنوبية، مونتانا
249. جبال سبرينج، نيفادا
250. سلسلة النجوم، يوتا
251. جبال الخرافات، أريزونا
252. سوتر بوتس، كاليفورنيا
253. سويت جراس هيلز، مونتانا
254. تكساس هيل كانتري، تكساس
255. سلسلة جبال تويابي، نيفادا
256. جبال تورتوليتا، أريزونا
257. سلسلة جبال ترانسفيرس، كاليفورنيا
258. تلال تشالك، كاليفورنيا
259. جبال سان برناردينو الصغيرة، كاليفورنيا
260. باين ماونتن ريدج، كاليفورنيا
261. بونتي هيلز، كاليفورنيا
262. جبال سان برناردينو، كاليفورنيا
263. جبال سان إميجديو، كاليفورنيا
264. جبال سان غابرييل، كاليفورنيا
265. سان خوسيه هيلز، كاليفورنيا
266. تلال سان رافائيل، كاليفورنيا
267. جبال سان رافائيل، كاليفورنيا
268. جبال سانتا مونيكا، كاليفورنيا
269. جبال سانتا سوزانا، كاليفورنيا
270. جبال سانتا ينز، كاليفورنيا
271. شاندين هيلز، كاليفورنيا
272. سييرا بيلونا ريدج، كاليفورنيا
273. سيمي هيلز، كاليفورنيا
274. جبال تيهاتشابي، كاليفورنيا
275. جبال توباتوبا، كاليفورنيا
276. جبال توسان، أريزونا
277. جبال توشار، يوتا
278. المرتفعات الداخلية الأمريكية، أركنساس، ميسوري، أوكلاهوما
279. جبال أواتشيتا، أركنساس وأوكلاهوما
280. هضبة أوزارك، ميسوري، أركنساس، وأوكلاهوما
281. جبال بوسطن، أركنساس
282. جبال سانت فرانسوا، ميسوري
283. جبال أوهاري، كارولاينا الشمالية
284. جبال فيرجينيا، نيفادا
285. سلسلة جبال غرب همبولت، نيفادا
286. جبال ويست، أيداهو
287. الجبال البيضاء، ألاسكا
288. الجبال البيضاء، أريزونا
289. الجبال البيضاء، كاليفورنيا
290. جبال ويتشيتا، أوكلاهوما
291. جبال وولف، مونتانا

### المكسيك
1. مرتفعات تشياباس، المكسيك
2. سلاسل شبه الجزيرة، كاليفورنيا والمكسيك
3. سييرا دي خواريز، المكسيك
4. سييرا دي لا جيجانتا، المكسيك
5. سييرا دي لا لاجونا، المكسيك
6. سييرا دي سان بورخا، المكسيك
7. سييرا دي سان فرانسيسكو، المكسيك
8. سييرا سان بيدرو مارتير، باجا كاليفورنيا، المكسيك
9. سييرا مادري دي تشياباس، المكسيك، غواتيمالا، هندوراس، والسلفادور
10. سييرا مادري ديل سور، المكسيك
11. سييرا مادري أوكسيدنتال، المكسيك
12. سييرا فريا، المكسيك
13. سييرا لوس هويكوليس، المكسيك
14. سييرا دي مورونيس، المكسيك
15. سييرا تاراهومارا، المكسيك
16. سييرا مادري أورينتال، المكسيك
17. سييرا ديل بورو، المكسيك
18. سييرا ديل كارمن، المكسيك
19. سييرا نورتي دي بويبلا، المكسيك
20. سييرا دي تاماوليباس، المكسيك
21. الحزام البركاني عبر المكسيك (سييرا نيفادا)، المكسيك
22. جبال توكستلا، المكسيك

### أمريكا الوسطى
1. سيروس دي إسكازو، كوستاريكا
2. كورديليرا دي غواناكاستي، كوستاريكا
3. كورديليرا دي تالامانكا، كوستاريكا وبنما
4. كورديليرا دي تيلاران، كوستاريكا
5. كورديليرا إيزابيليا، نيكاراغوا، هندوراس
6. كورديليرا لوس ماريبيوس، نيكاراجوا
7. كورديليرا سنترال، كوستاريكا
8. جبال المايا، بليز
9. سييرا دي شيناجا، غواتيمالا
10. سييرا دي تشواكوس، غواتيمالا
11. سييرا دي لوس كوتشوماتانيس، غواتيمالا
12. سييرا ديل ميريندون، غواتيمالا وهندوراس
13. سييرا مادري دي تشياباس، المكسيك، غواتيمالا، هندوراس، والسلفادور

### منطقة البحر الكاريبي
1. الجبال الزرقاء، جامايكا
2. السلسلة الوسطى، ترينيداد وتوباغو
3. سلسلة لا سيل، هايتي
4. كورديليرا سنترال، جمهورية الدومينيكان
5. كورديليرا سيبتنتريونال، جمهورية الدومينيكان
6. كورديليرا سنترال، بورتوريكو
7. جبال دراي هاربور، جامايكا
8. جبال جون كرو، جامايكا
9. كتلة لا هوت، هايتي
10. كتلة الشمال، هايتي
11. جبال موتشو، جامايكا
12. جبال نوار، هايتي
13. السلسلة الشمالية، ترينيداد وتوباغو
14. سييرا دي بوروكو، جمهورية الدومينيكان
15. سييرا دي كاي، بورتوريكو
16. سييرا دي لوكويلو، بورتوريكو
17. سييرا ديل إسكامبراي، كوبا
18. سييرا مايسترا، كوبا
19. سييرا ديل روساريو، كوبا

### جبال الأنديز
1. كورديليرا سنترال (كولومبيا)
2. كورديليرا أوكسيدنتال (كولومبيا)
3. كورديليرا أورينتال (كولومبيا)
4. سيرانيا ديل بيريجا
5. سيرانيا دي لوس تشورومبيلوس
6. كورديليرا ريال (الإكوادور)
7. كورديليرا أوكسيدنتال (الإكوادور)
8. كورديليرا أوكسيدنتال (بيرو)
9. كورديليرا بلانكا
10. كورديليرا هوايواش
11. كورديليرا نيغرا (بيرو)
12. كورديليرا سنترال (بيرو)
13. كورديليرا الشرقية (بيرو)
14. كورديليرا سنترال (بوليفيا)
15. كورديليرا ريال
16. كورديليرا الشرقية (بوليفيا)
17. سيرانيا دي تشاراغوا
18. سيرانيا ديل أغواراغوي
19. كورديليرا أوكسيدنتال (بوليفيا)
20. كورديليرا دي ليبيز
21. كورديليرا دوميكو
22. كوردون دي ليلا
23. سييرا دي ألميدا
24. سييرا دي فاماتينا
25. سلسلة جبال كورديليرا الأمامية
26. كورديليرا الرئيسية
27. كورديليرا دي لا رمادا
28. سييرا دي فيلاسكو
29. كورديليرا دي تاليناي
30. كورديليرا نيجرا (شيلي)
31. كورديليرا ديل باين
32. سييرا باجواليس
33. كورديليرا سارمينتو
34. كورديليرا ريسكو
35. كورديليرا داروين
36. جبال مارتيال
37. أسنان نافارينو

### جبال خارج الأنديز
1. سييرا دي لا فينتانا
2. سييرا بامبياناس
3. سييراس دي كوردوبا
4. سيستيما دي تانديليا
5. مرتفعات غيانا
6. سيرانياس تشيكيتاناس
7. سيرا دوس إيموريس
8. هضبة بوربورما
9. تشابادا
10. تشابادا دو أراريب
11. جبال إسبينهاكو
12. تشابادا دوس غيماريش
13. تشابادا داس مانجابيراس
14. جبال مانتيكيرا
15. سيرا دو مار
16. سيرا دو كريستال
17. سيرا غاوتشا
18. سيرا دوس أورغاوس
19. سيرا جيرال
20. سيرا دي إيبيابابا
21. سيرا دو ريو دو راسترو
22. سيرا دو تيراكامبو
23. سيراس دي سوديستي
24. سلسلة جبال الساحل التشيلي
25. سييرا فيكونيا ماكينا
26. سلسلة جبال ماهويدانشي
27. سلسلة جبال ناهويلبوتا
28. كورديليرا بيلادا
29. سلسلة جبال بيوتشين
30. كورديليرا دي بيرولي
31. كورديليرا ديل ساراو
32. سلسلة جبال تاليناي
33. كوردون باكيدانو، تشيلي
34. جبال بودو، كولومبيا
35. سيرانيا دي ماكويرا، كولومبيا
36. سييرا نيفادا دي سانتا مارتا، كولومبيا
37. سيرانيا دي لا ماكارينا، كولومبيا
38. جبال يبيتيروزو، باراغواي
39. كوتشيلا دي هايدو، أوروغواي
40. كوتشيلا غراندي، أوروغواي

### أستراليا
1. سلسلة جبال آرثر
2. الجبال الزرقاء
3. سلاسل جبال فليندرز
4. سلسلة جبال التقسيم الكبرى
5. سلسلة جبال هامرسلي
6. سلسلة جبال ماكدونيل
7. سلسلة جبال بيليون
8. سلسلة جبال ستيرلنغ

### أندونيسيا
1. جبال جاياويجايا
2. جبال أرفك

### نيوزيلندا
1. سلسلة جبال أروسميث
2. سلسلة جبال بن أوهاو
3. الجبال الزرقاء
4. بومباي هيلز
5. سلسلة جبال بتلر (كانتربري)
6. سلسلة جبال بتلر (الساحل الغربي)
7. جبال كاميرون
8. سلسلة جبال كاتلينز
9. سلسلة جبال كورومانديل
10. سلسلة جبال كريجيبورن
11. سلسلة جبال كراون
12. سلسلة جبال السحابة المظلمة
13. جبال داران
14. جبال دونستان
15. جبال إيرل
16. جبال فرانكلين
17. سلسلة جبال غلاسكو
18. سلسلة جبال هاكاريماتا
19. سلسلة جبال هابواكوهي
20. سلسلة جبال هيرانجي
21. سلسلة جبال هويارو
22. جبال هومبولت
23. تلال هوندالي
24. جبال هانتر
25. سلاسل جبال هونوا
26. كا ماوكا-توكوفيكا
27. سلسلة جبال كايكورا
28. سلسلة جبال كايماي
29. سلسلة جبال كايتاكي
30. سلسلة جبال كاكانوي
31. سلسلة جبال كاكابو
32. سلسلة جبال كاويكا
33. جبال كيبلر
34. سلسلة جبال جبل كوك
35. سلسلة جبال لامرلو
36. سلسلة جبال لامرمور
37. جبال ليفينغستون
38. سلسلة جبال موهاو
39. جبال مورشيسون
40. سلسلة جبال أولد مان / كوبواي
41. سلسلة جبال باباهوا
42. سلسلة جبال باباروا
43. سلسلة جبال بيزا
44. بورت هيلز
45. سلسلة جبال بواكاي
46. سلسلة جبال رانجيتوتو
47. سلسلة جبال روك آند بيلار
48. جبال سبنسر
49. جبال ستيوارت
50. سلسلة جبال راوكمارا
51. سلسلة جبال ريتشموند
52. المميزون
53. سلسلة جبال ريموتاكا
54. سلسلة جبال رواهين
55. القمم الفضية
56. جبال الألب الجنوبية
57. جبال سبنسر
58. جبال هيكتور
59. سلسلة جبال تاراروا
60. نطاق الإبهامين
61. سلاسل جبال وايتاكيري
62. سلسلة جبال واريبابا / آرثر
63. جبال ويك

### بابوا غينيا الجديدة
1. سلسلة جبال بسمارك
2. سلسلة جبال أوين ستانلي

### القارة القطبية الجنوبية
1. سلسلة جبال ألارديس ، جورجيا الجنوبية
2. سلسلة جبال إيميون ، جزيرة سميث
3. جبال بينساكولا
4. سلسلة جبال سالفيسين ، جورجيا الجنوبية
5. جبال تانغرا ، جزيرة ليفينغستون
6. جبال عبر القارة القطبية الجنوبية
7. جبال الملكة مود
8. جبال بوش
9. سلسلة جبال الكومنولث
10. سلسلة جبال دومينيون
11. الجبال القوطية
12. النطاق الأخضر
13. سلسلة جبال هربرت
14. جبال الأمير أولاف
15. سلسلة جبال هيوز
16. نطاق المؤيدين
17. جبال ثيرون
18. سلسلة جبال هايمفرونت ، أرض الملكة مود
19. كتلة بورغ ، أرض الملكة مود
20. فيمبولهايمن ، أرض الملكة مود
21. قمم غبورك
22. جبال سفيردروب
23. جبال جيلسفيك
24. جبال موليج هوفمان
25. جبال أورفين
26. جبال فيلتشنر
27. جبال دريغالسكي
28. جبال كورزي
29. جبال غاغارين
30. جبال كونراد
31. جبال وولثات
32. جبال هومبولت
33. سلاسل جبال بيترمان
34. جبال جروبر
35. جبال هويل
36. جبال ويبرشت
37. جبال باير
38. جبال لومونوسوف
39. جبال سور روندان ، أرض الملكة مود
40. جبال بلجيكا ، أرض الملكة مود
41. بلانيت هايتس
42. جبال الملكة فابيولا ، أرض الملكة مود
43. جبال أرسطو ، أرض جراهام
44. قمم بيبين
45. جبال ستريبوج ، جزيرة برابانت
46. جبال سولفاي ، جزيرة برابانت
47. جبال بروجمان ، جزيرة لييج

### المحيط
1. جبال الإمبراطور البحرية
2. سلسلة جبال منتصف المحيط (أطول سلسلة جبال على الأرض)
3. جاكيل ريدج
4. سلسلة جبال وسط المحيط الأطلسي
5. سلسلة جبال جنوب غرب الهند
6. سلسلة التلال الهندية الوسطى
7. سلسلة جبال جنوب شرق الهند
8. سلسلة جبال المحيط الهادئ والقطب الجنوبي
9. ارتفاع شرق المحيط الهادئ
10. ناينتي إيست ريدج

### جبال الأنديز
في الأرجنتين، بوليفيا، تشيلي، كولومبيا، الإكوادور، بيرو، فنزويلا:
1. كورديليرا سنترال (كولومبيا)
2. كورديليرا أوكسيدنتال (كولومبيا)
3. كورديليرا أورينتال (كولومبيا)
4. سيرانيا ديل بيريجا
5. سيرانيا دي لوس تشورومبيلوس
6. كورديليرا ريال (الإكوادور)
7. كورديليرا أوكسيدنتال (الإكوادور)
8. كورديليرا أوكسيدنتال (بيرو)
9. كورديليرا بلانكا
10. كورديليرا هوايواش
11. كورديليرا نيغرا (بيرو)
12. كورديليرا سنترال (بيرو)
13. كورديليرا الشرقية (بيرو)
14. كورديليرا سنترال (بوليفيا)
15. كورديليرا ريال (بوليفيا)
16. كورديليرا الشرقية (بوليفيا)
17. سيرانيا دي تشاراغوا
18. سيرانيا ديل أغواراغوي
19. كورديليرا أوكسيدنتال (بوليفيا-تشيلي)
20. كورديليرا دي ليبيز
21. كورديليرا دوميكو
22. كوردون دي ليلا
23. سييرا دي ألميدا
24. سييرا دي فاماتينا
25. كورديليرا الأمامية
26. كورديليرا الرئيسية
27. كورديليرا دي لا رمادا
28. سييرا دي فيلاسكو
29. كورديليرا دي تاليناي
30. كورديليرا نيجرا (تشيلي)
31. كورديليرا ديل باين
32. سييرا باجواليس
33. كورديليرا سارمينتو
34. كورديليرا ريسكو
35. كورديليرا داروين
36. جبال مارتيال
37. أسنان نافارينو

### سلاسل الجبال خارج الأنديز
1. سييرا دي لا فينتانا
2. سييرا بامبياناس
3. سييراس دي كوردوبا
4. سيستيما دي تانديليا
5. مرتفعات غيانا
6. سيرانياس تشيكيتاناس
7. سيرا دوس إيموريس
8. هضبة بوربورما
9. تشابادا
10. تشابادا دو أراريب
11. جبال إسبينهاكو
12. تشابادا دوس غيماريش
13. تشابادا داس مانجابيراس
14. جبال مانتيكيرا
15. سيرا دو مار
16. سيرا دو كريستال
17. سيرا غاوتشا
18. سيرا دوس أورغاوس
19. سيرا جيرال
20. سيرا دي إيبيابابا
21. سيرا دو ريو دو راسترو
22. سيرا دو تيراكامبو
23. سيراس دي سوديستي
24. سلسلة جبال الساحل التشيلي
25. سييرا فيكونيا ماكينا
26. سلسلة جبال ماهويدانشي
27. سلسلة جبال ناهويلبوتا
28. كورديليرا بيلادا
29. سلسلة جبال بيوتشين
30. كورديليرا دي بيرولي
31. كورديليرا ديل ساراو
32. سلسلة جبال تاليناي
33. كوردون باكيدانو
34. جبال بودو
35. سيرانيا دي ماكويرا
36. سييرا نيفادا دي سانتا مارتا
37. سيرانيا دي لا ماكارينا
38. جبال يبيتيروزو
39. كوتشيلا دي هايدو
40. كوتشيلا غراندي